# Глебовский сельский округ (Новороссийск)
Глебовский сельский округ — административно-территориальная единица Новороссийского внутригородского района МО Новороссийск. Расположен к западу от центра города. Общая площадь округа составляет более 5200 гектаров. Создан в конце 2000-х годов с центром в селе Глебовское.

## Современный статус
Глебовский сельский округ не числится в ОКАТО в качестве объекта административно-территориального устройства, в Уставе не упоминается, администрация округа как структурное подразделение администрации Новороссийского района не образована.

## Населённые пункты
В состав сельского округа были включены 4 населённых пункта:
- с. Васильевка
- с. Глебовское
- с. Северная Озереевка
- с. Южная Озереевка

Согласно Уставу Новороссийска, сёла Васильевка, Глебовское и Южная Озереевка находятся в подчинении администрации Приморского района, село Северная Озереевка входит в состав сельского округа Абрау-Дюрсо. Согласно информации с официального сайта Новороссийска, Северная и Южная Озереевка (называются Северная и Южная Озерейка) входят в состав сельского округа Абрау-Дюрсо Новороссийского района.
Согласно ОКАТО, сёла Васильевка, Глебовское и Южная Озереевка находятся в непосредственном подчинении администрации Приморского района (в ОКАТО округа), Северная Озереевка входит в состав сельского округа Абрау-Дюрсо (который, согласно Росстату, находится также в подчинении Приморского района).